# Sắt(II) chlorat
Sắt(II) chlorat là một hợp chất vô cơ có công thức hóa học Fe(ClO3)2. Nó chỉ tồn tại trong dung dịch, và dung dịch của nó không màu, đôi khi chuyển sang màu vàng.

## Điều chế
Sắt(II) chlorat có thể được điều chế bằng cách cho dung dịch sắt(II) sunfat tác dụng với bari chlorat:
FeSO4 + Ba(ClO3)2 → Fe(ClO3)2 + BaSO4↓

## Tính chất
Sắt(II) chlorat rất không ổn định, rất dễ bị oxy hóa thành sắt(III) chlorat. Nếu đun nóng nhẹ dung dịch, nó sẽ phân hủy; đồng thời, muối kiềm của sắt(III) chlorat sẽ kết tủa.